# Симон Визентал
Симон Визентал (Бучач, 31. децембар 1908 — Беч, 20. септембар 2005) био је писац и ловац на нацисте. Највише је познат по прикупљању информација о нацистичким ратним злочинима како би им се судило.
Сам Визентал је преживео Холокауст: Био је интерниран у више концентрационих логора, али га је ослободила америчка војска 1945. Године 1977. је основао Центар Симон Визентал, меморијални центар о холокаусту, као и документациони центар посвећен проналажењу нацистичких ратних злочинаца.
Он и његов Јеврејски документациони центар, смештен у Бечу су били заслужни за хватање и осуђивање главног организатора Endlösung-а, Адолфа Ајхмана. Симон Визентал је такође помогао у проналажењу официра Гестапоа, који је одговоран за хапшење Ане Франк: његово признање је помогло да се оповргну тврдње да је дневник Ане Франк фалсификат.
1970-их се умешао у аустријску политику, када је истакао да су неколико министара у новоформираној социјалистичкој влади Бруна Крајског били нацисти за време нацистичке Немачке. Крајски, такође Јеврејин, оптужио је Симона Визентала да је Nestbeschmutzer (онај ко прља сопствено гнездо).
У априлу 2003, Визентал је објавио да иде у пензију, изјављујући да је пронашао масовне убице за којима је трагао: „Све сам их надживео. Ако је неки и преостао, данас би били сувише стари и слаби за суђење. Мој посао је завршен." Према Визенталу, једини живи аустријски ратни злочинац је Алојз Брунер, Ајхманова десна рука. За њега се верује да се крије у Сирији.
Фебруара 2004. Уједињено Краљевство је одлучила да Симону Визенталу додели почасну титулу витеза, као признање за „животну службу човечности“. Ова титула је такође одала признање раду Центра Симон Визентал.
Лик Јакова Либермана у роману „Момци из Бразила" Ире Левин је рађен по Визенталу, а он се појављује као споредни лик и у делу Фредерика Форсајта, „Досије Одеса", где пружа информације немачком новинару, који покушава да уђе у траг нацистичком ратном злочинцу.
Написао је неколико књига, између осталих „Убице ипак живе“ и „Правда, не освета“. Са репутацијом приповедача, Визентал је био аутор неколико мемоара који садрже приче које су само лабаво засноване на стварним догађајима. Посебно је преувеличао своју улогу у хватању Ајхмана 1960. године. Визентал је умро у сну у 96. години у Бечу 20. септембра 2005. и сахрањен је у граду Херцлија у Израелу. Центар Симон Визентал, са седиштем у Лос Анђелесу, назван је у његову част.

## Рани живот
Визентал је рођен 31. децембра 1908. у Бучачу (Бучач), Краљевина Галиција и Лодомерија, тада део Аустроугарске, сада Тернопољска област, у Украјини. Његов отац, Ашер Визентал, био је велетрговац који је емигрирао из Руске империје 1905. да би избегао честе погроме над Јеврејима. Резервиста у аустроугарској војсци, Ашер је позван у активну службу 1914. на почетку Првог светског рата. Погинуо је у борбама на Источном фронту 1915. Остатак породице — Симон, његов млађи брат Хилел и његова мајка Роза — побегло је у Беч пошто је руска војска преузела контролу над Галицијом. Два дечака су похађала јеврејску школу на немачком језику. Породица се вратила у Бучач 1917. након повлачења Руса. Област је мењала власника још неколико пута пре окончања рата у новембру 1918. године.
Визентал и његов брат похађали су средњу школу у Хуманистичкој гимназији у Бучачу, где се настава изводила на пољском језику. Тамо је Симон упознао своју будућу жену, Цилу Милер, са којом ће се оженити 1936. Хилел је пао и задобио повреде леђа 1923. и умро следеће године. Роза се поново удала 1926. и преселила се у Долину са својим новим мужем Исаком Халперином, који је тамо имао фабрику плочица. Визентал је остао у Бучачу, живећи са породицом Милер, све док није завршио средњу школу — из другог покушаја — 1928. године.
Са интересовањем за уметност и цртање, Визентал је изабрао да студира архитектуру. Његов први избор је био да похађа Политехнику у Лавову, али је одбијен јер је јеврејска квота школе већ била попуњена. Уместо тога, уписао се на Чешки технички универзитет у Прагу, где је студирао од 1928. до 1932. године. Шегртовао је за грађевинског инжењера до 1934. и 1935. године, проводећи највећи део тог периода у Одеси. Оженио се Цилом 1936. године када се вратио у Галицију.
Извори дају различите наводе о томе шта се следеће догодило. Визенталове аутобиографије су у много чему противречне једна другој; такође је превише драматизовао и митологизирао догађаје. Једна верзија каже да је Визентал отворио архитектонску канцеларију и коначно био примљен на Лавовску политехнику ради напредне дипломе. Он је пројектовао санаторијум за туберкулозу и неке стамбене зграде током студија и био је активан у студентској ционистичкој организацији. Писао је за Омнибус, сатиричне студентске новине, а дипломирао је 1939. године. Аутор Гај Волтерс наводи да Визенталова најранија аутобиографија не помиње студије у Лавову. Волтерс цитира резиме коју је Визентал припремио после Другог светског рата у коме се наводи да је радио као надзорник у фабрици до 1939. године, а затим је радио као механичар у другој фабрици све док нацисти нису извршили инвазију 1941. Визенталова књига из 1961. Ich jagte Eichmann (Јурио сам Ајхмана) наводи да је радио у Одеси као инжењер од 1940. до 1941. Волтерс каже да нема записа да је Визентал похађао универзитет у Лавову и да се не појављује у Katalog Architektów i Budowniczych (Каталогу архитеката и градитеља) за кореспондирајући период.

## Списак књига и чланака из часописа

### Књиге
- Ich jagte Eichmann. Tatsachenbericht (I chased Eichmann. A true story). S. Mohn, Gütersloh (1961)
- Writing under the pen name Mischka Kukin, Wiesenthal published Humor hinter dem Eisernen Vorhang ("Humor Behind the Iron Curtain"). Gütersloh: Signum-Verlag (1962)
- The Murderers Among Us: The Simon Wiesenthal Memoirs. New York: McGraw-Hill (1967)
- Zeilen der hoop. De geheime missie van Christoffel Columbus. Amsterdam: H. J. W. Becht (1968). Translated as Sails of Hope: The Secret Mission of Christopher Columbus. New York: Macmillan (1972)
- "Mauthausen: Steps beyond the Grave". In Hunter and Hunted: Human History of the Holocaust. Viking Press. 1973. стр. 286–295.. Gerd Korman, editor. New York: .
- The Sunflower: On the Possibilities and Limits of Forgiveness New York: Schocken Books (1969)
- Max and Helen: A Remarkable True Love Story. New York: Morrow (1982)
- Every Day Remembrance Day: A Chronicle of Jewish Martyrdom. New York: Henry Holt (1987)
- Justice, Not Vengeance. New York: Grove-Weidenfeld (1989)

### Чланци из часописа
- "Latvian War Criminals in USA". Jewish Currents 20, no. 7 (July/August 1966): 4–8. Also in 20, no. 10 (November 1966): 24.
- "There Are Still Murderers Among Us". National Jewish Monthly 82, no. 2 (October 1967): 8–9.
- "Nazi Criminals in Arab States". In Israel Horizons 15, no. 7 (September 1967): 10–12.
- Anti-Jewish Agitation in Poland: (Prewar Fascists and Nazi Collaborators in Unity of Action with Antisemites from the Ranks of the Polish Communist Party): A Documentary Report. Bonn: R. Vogel (1969)
- "Justice: Why I Hunt Nazis". In Jewish Observer and Middle East Review 21, no. 12 (24 March 1972): 16.